# Mojo Man
Mojo Man is een Nederlandse blues- en rockband. De band werd in 2014 opgericht door tenorsaxofonist Reinier Zervaas en zanger-gitarist Marcel Duprix. In 2015 verscheen het gelijknamige debuutalbum op het Nederlandse label Continental Record Services. Het album werd opgenomen in de Basement Studio in Den Haag.